# Thai Port FC
Port Football Club (Thai:การท่าเรือไทย เอฟ.ซ) is een Thaise voetbalclub uit de stad Bangkok. Ze spelen anno 2011 in de Thai League 1.

## Bekende (ex-)spelers
- Yoshiaki Maruyama
- Steven Robb
- Kayne Vincent
- Thierry Tazemeta
- Lonsana Doumbouya

## Erelijst
Internationaal
- Indonesische Presidentsbeker: 2025

Ayutthaya United ·
Bangkok United ·
BG Pathum United ·
Buriram United ·
Chiangrai United ·
Chonburi FC ·
Kanchanaburi Power FC ·
Lamphun Warriors FC ·
Muangthong United ·
Nakhon Ratchasima FC ·
Port FC · 
PT Prachuap FC ·
Ratchaburi FC ·
Sukhothai FC ·
Rayong FC ·
Uthai Thani FC ·